# Eendenkorf

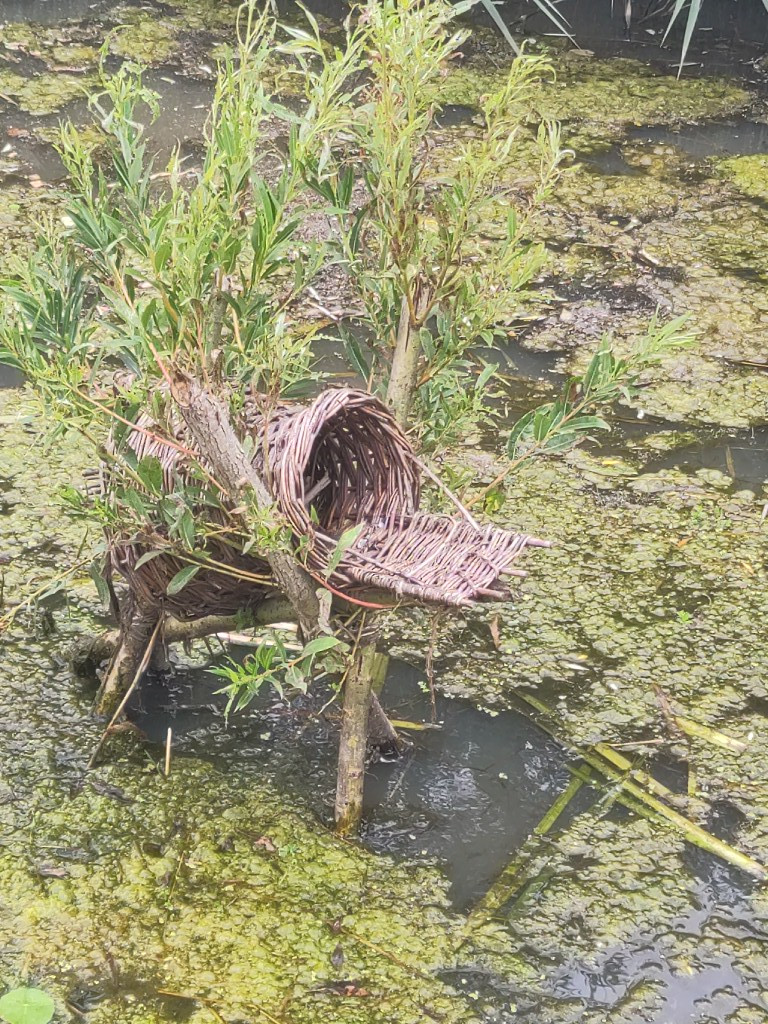
Eendenkorf

Een eendenkorf of eendenmand is een door mensen gemaakte nestgelegenheid voor eenden, voornamelijk wilde eenden en krakeenden. De korf biedt bescherming tegen roofdieren en weersomstandigheden en vergroot de kans op broedsucces.

## Geschiedenis
Eendenkorven worden van oudsher gebruikt om de wilde eendenpopulatie te ondersteunen, met name in waterrijke gebieden van Nederland en België. Jagers en natuurliefhebbers zorgden zo voor broedgelegenheden.
In Friesland waren er rond 1875 diverse eendenverenigingen die korven plaatsten, maar eind 20e eeuw was het aantal korven sterk afgenomen. In 2012 werd de Friese vereniging van eendenkorfvlechters De Strampel opgericht; de naam verwijst naar kruisende takken, hoewel splitsende tak of stok de hoofdbetekenis is. Het doel is de eendenpopulatie in stand te houden door korven te maken en te plaatsen.

## Constructie en materialen
Een eendenkorf wordt meestal met de hand gevlochten van natuurlijke materialen zoals wilgentenen, riet of stro (als nestmateriaal) en draad. De korf heeft de vorm van een cilindrische of koepelvormige buikfles met de hals als ingang. De naam strampel verwijst naar de ondersteuning: twee kruisende stokken dragen de hals, terwijl de eigenlijke korf achterover helt op een stok die schuin in het water staat. De stokken worden met vlechtwerk verbonden, waarna ook de korf vastgemaakt wordt.

## Plaatsing en onderhoud
De korf moet rust en bescherming bieden en al voor het broedseizoen geplaatst worden en kan daarna geïnspecteerd worden. Aandachtspunten:
- In of nabij het water: bij voorkeur in een rietkraag, sloot of plas.
- Ongeveer dertig tot vijftig centimeter boven het water, als beschutting tegen roofdieren; zo worden vossen, marters en katten geweerd.
- Op een rustige locatie: ver van drukke paden en menselijke verstoring.
- Vroege plaatsing: idealiter in de winter of het vroege voorjaar, zodat eenden de korf al voor het broedseizoen kunnen ontdekken.
- Na het broedseizoen inspectie op stabiliteit, schade en parasieten.

## Gebruik in natuurbeheer
Natuurorganisaties en particulieren plaatsen eendenkorven als onderdeel van beheerprogramma's om de wilde-eendenstand te verbeteren. In agrarische gebieden kunnen eendenkorven bijdragen aan de bestrijding van plagen, omdat eenden insecten en slakken eten.